# Цмоць Костянтин
Костянтин Цмоць (псевдо.: «Град», «Модест», «Стрілець», «Юра» та ін.; нар. 10 лютого 1914, с. Верхнє Синьовидне, Сколівський район, Львівська область — пом. 22 грудня 1944, с. Юшківці, Жидачівський район, Львівська область) — український військовик, окружний Провідник ОУН Стрийщини у 1939-1941.

## Життєпис

Народився 10 лютого 1914 року в селі Верхнє Синьовидне (тепер Сколівський район Львівської області).
Член Пласту – 57 курінь ім. І. Мазепи (Верхнє Синьовидне).
Навчався у Стрийській ґімназії. Політв’язень польських тюрем. Одружений з Марією Білас – сестрою страченого поляками у 1932 Василя Біласа.
У 1939–1941 — окружний Провідник ОУН Стрийщини. Співробітник референтури СБ крайового Проводу ОУН у Галичині. 
В 1939–1941 — двічі арештовувався НКВД і двічі виходив на волю. 
Відзначився при визволенні з німецької в'язниці у Львові Дмитра Грицая та Ярослава Старуха. (Під його керівництвом група оунівців, в німецьких одностроях, показавши адміністрації письмове розпорядження видати в'язнів на переслуховування до головного корпусу гестапо, визволила їх). У квітні 1943 року він подібним чином визволив з Дрогобицької в'язниці видатного військового діяча Олексу Гасина-«Лицаря».
Був керівником охорони підпільної радіостанції «Вільна Україна» («Афродита») біля с. Ямельниці, Сколівського району Львівської обл. 
Героїчно загинув 22 грудня 1944 року в лісі поблизу сіл Юшківці та Дев'ятники тепер Жидачівського району Львівської області, коли його група з 9 чоловік (Йосип Позичанюк, Богдан Вільшинський, І.Капало та ін.), яка йшла на зустріч з Р.Шухевичем, натрапила на облаву загону НКВС, що налічував близько 300 чекістів. Всі загиблі поховані у братській могилі на Юшківському кладовищі.